# 靈神星軌道器

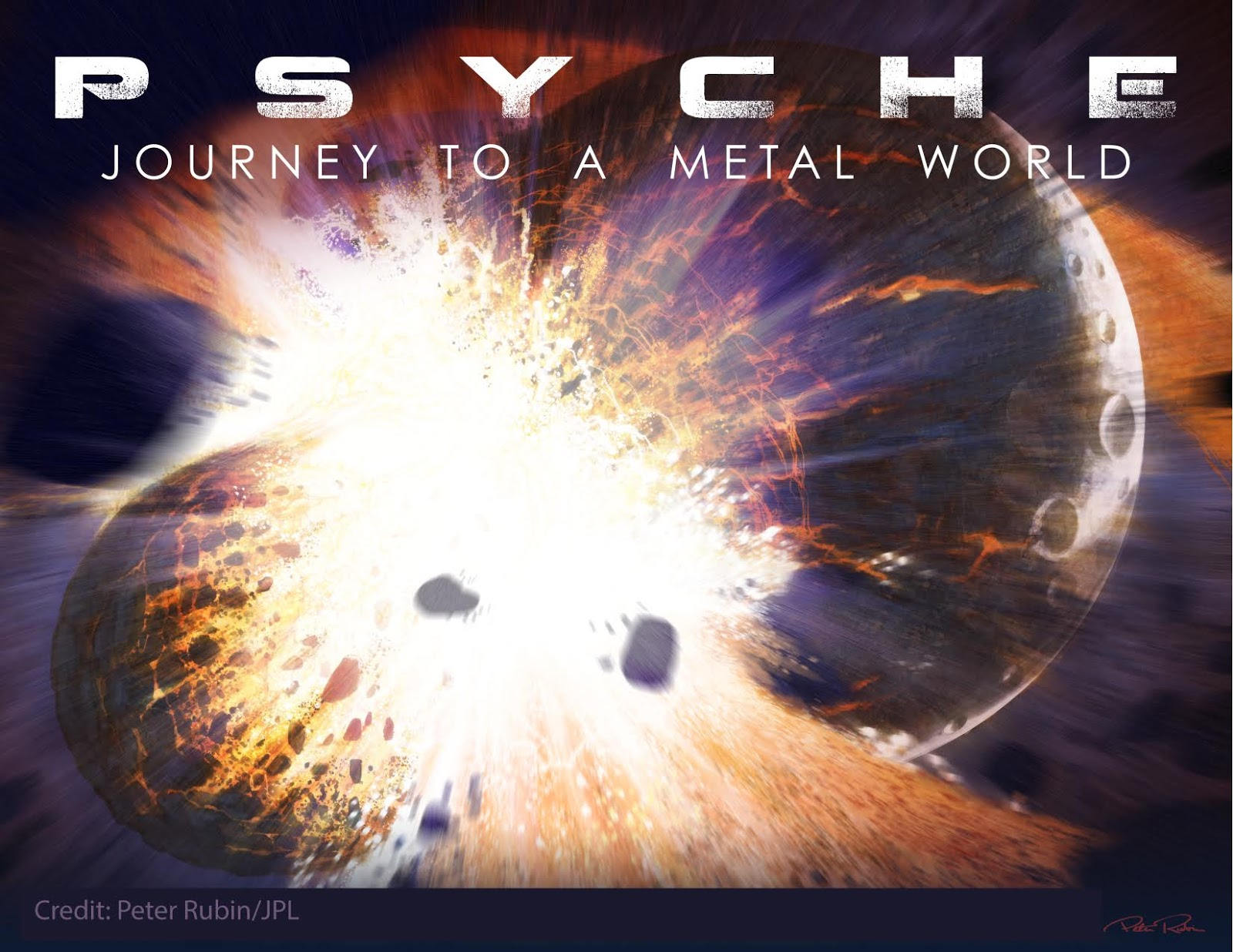
靈神星軌道器海報

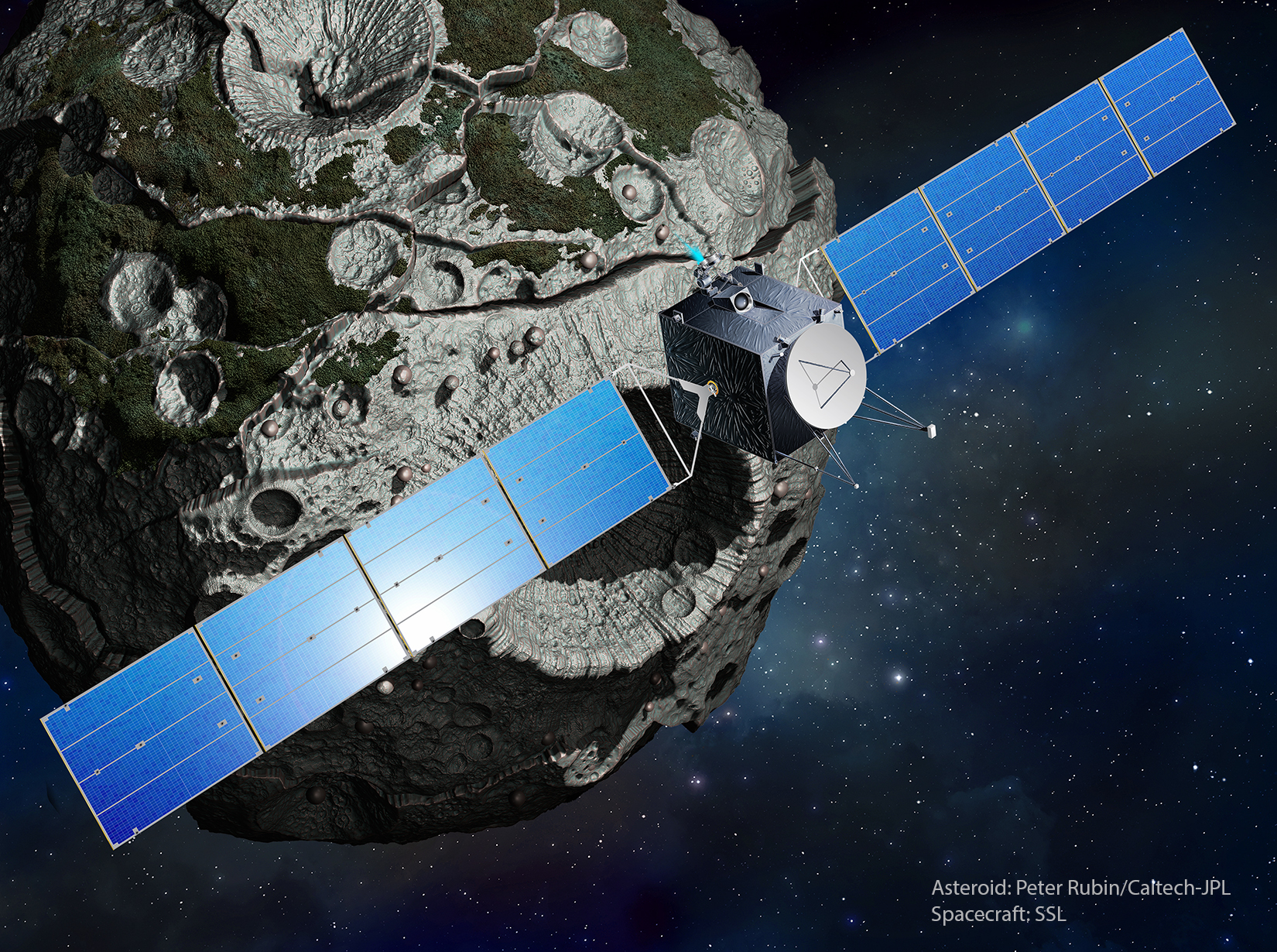
藝術家想像中的靈神星探測器

靈神星軌道器（英語：Psyche）是美國用以探測富金属型小行星靈神星（16 Phyche）的探測器。此任務於2017年1月4日獲得批准，2023年10月13日發射升空。為了飛抵靈神星，探測器將使用獵鷹重型運載火箭發射，最終在2029年到達靈神星，開始為期2年的主要任務。

## 科學目標
靈神星軌道器將解答的問題包括：
1. 靈神星是已分化天體被剝離後留下的金屬核心，還是直接形成的富鐵星體？
2. 如果靈神星是外殼被剝離的金屬內核，這種現象如何發生及何時發生？
3. 如果靈神星曾經熔化，它的凝固是從內向外還是從外向內？
4. 靈神星冷卻時是否產生磁發電機？
5. 金屬核心所包含的主要合金是什麼？
6. 靈神星的地質和全球地勢有怎樣的主要特徵？靈神星看上去是否與冰質和石質星體完全不同？
7. 金屬天體表面的撞擊坑與冰質和石質星體表面的有什麼不同？

## 科學儀器

### 多光譜成像儀
拥有7个不同颜色的滤镜和1个清色滤镜，将对小行星的表面地质、化学成分和地势进行研究。

### 伽瑪射線與中子探測儀
用以搜寻小行星表面的关键元素，如铁、镍、硅和钾，也会用以研究表面成分的异质性。 

### 磁力計
将寻找小行星否拥有磁场。

### 無線重力實驗
研究小行星的重力场分布数据并得知其内部结构。

## 任务

### 发射与轨迹
探测器在2023年10月13日發射。它将飞越火星以进入小行星地带，最终与灵神星相遇。

### 轨道探测任务
探测器将于2026年1月21日到达并开始环绕灵神星，它的运行轨道会渐渐降低并靠近这颗小行星。第一条轨道被称为“A轨道”，此轨道距离灵神700千米并且将持续56天以对其进行初步绘图和研究其磁场。之后它将进入290千米的“B轨道”，以对其磁场和地势进行更详细的研究，并且持续76天。接下来的100天则进入170千米的“C轨道”，一遍进行磁场观测与重力研究。最后将会降落到85千米的“D轨道”以对小行星的表面化学成分进行鉴定，也会继续对小行星进行拍摄、重力场和磁场的研究。整个轨道任务至少将维持21个月。